# Gösta Hägglöf
Sven Gösta Gunnar Hägglöf, född 30 april 1934 i Gustav Vasa församling, Stockholm, död 8 mars 2009 i Viksjö församling, Stockholms län, var en svensk jazzmusiker.
Hägglöf var ordförande i Svenska jazzklubbarnas riksförbund (numera Svenska jazzriksförbundet) 1962–1965 samt 1967–1968. Han var specialiserad på Louis Armstrong och gav ut ett stort antal inspelningar av denne på sitt eget skivbolag "Ambassador". Var under många år även manager för Kustbandet, ett litet storband som spelat och spelar en repertoar som till stor del kommer från Duke Ellingtons tidigare år. Hägglöf är begravd på Görvälns griftegård.